# Post-structuralisme
Le post-structuralisme ou poststructuralisme est un courant philosophique qui s'est développé dans les années 1960 et 1970,,. Un thème majeur du post-structuralisme est l'instabilité en sciences humaines due à la complexité des humains eux-mêmes et à l'impossibilité d'étudier les phénomènes ou les événements sans les dissocier de leur structure. 
Le post-structuralisme se veut une réponse au structuralisme. Le structuralisme est un mouvement intellectuel qui s'est développé en Europe au début de la deuxième moitié du XXe siècle, notamment en France dans les années 1960 et 1970. Pour Angermuller, le poststructuralisme, qui est souvent perçu comme un mouvement français par les observateurs internationaux, est une invention produite par la réception qu'a eue la French Theory au niveau international. Il postule que la culture humaine pourrait être étudiée et comprise au moyen de modèles structurels basés sur le langage. Pour les théoriciens du post-structuralisme, un phénomène social peut s'étudier dans le contexte de la structure même (par exemple le langage) dans lequel il s'est construit. Parmi les auteurs post-structuralistes, on peut citer Jacques Derrida, Michel Foucault, Gilles Deleuze, Judith Butler, Jean Baudrillard, et Julia Kristeva bien que plusieurs théoriciens qui ont été catégorisés de post-structuralistes aient rejeté ce label.
L'approche s'inscrit parfois dans le mouvement de la philosophie postmoderne. Dans ce contexte, le post-structuralisme est critiqué comme étant parfois trop relativiste ou nihiliste. D'autres l'estiment trop complexe sur le plan linguistique. Enfin, il est perçu comme une menace aux valeurs traditionnelles ou aux critères académiques et scientifiques d'usage dans les sciences humaines.